# 阿爾斯巴赫河 (施瓦察赫河支流)
49°49′58″N 10°19′39″E / 49.83278°N 10.32750°E

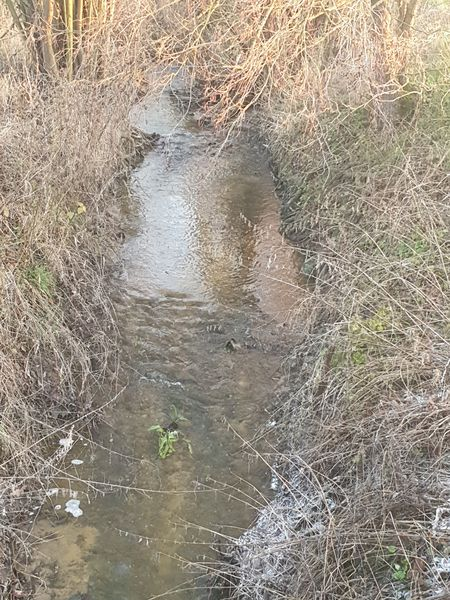

阿爾斯巴赫河（德語：Altbach），是德國的河流，位於該國東南部，由巴伐利亞負責管轄，屬於施瓦察赫河的左支流，河道全長7.6公里，流域面積10.9平方公里。